# Tiki Gelana
Tiki Gelana (Bekoji, 22 ottobre 1987) è una maratoneta etiope, campionessa olimpica della specialità a Londra 2012.

## Palmarès
| Anno | Manifestazione  | Sede   | Evento   | Risultato | Prestazione | Note            |
| ---- | --------------- | ------ | -------- | --------- | ----------- | --------------- |
| 2012 | Giochi olimpici | Londra | Maratona | Oro       | 2h23'07"    | Record olimpico |
| 2013 | Mondiali        | Mosca  | Maratona | dnf       | dnf         |                 |

## Altre competizioni internazionali
2004
- 4ª alla Great Ethiopian Run ( Addis Abeba) - 34'36"

2006
- Oro alla Mezza maratona di Mataró ( Mataró) - 1h15'17"
- Oro alla Mezza maratona di Terrassa ( Terrassa) - 1h15'53"
- Bronzo alla Mezza maratona di Cantalejo ( Cantalejo) - 1h16'49"

2007
- Oro alla 10 km di Okayama ( Okayama) - 31'54"

2008
- 6ª alla Mezza maratona di Delhi ( Nuova Delhi) - 1h10'22"
- Bronzo alla World 10K Bangalore ( Bangalore) - 32'46"
- 16ª alla Great Ethiopian Run ( Addis Abeba) - 35'01"

2009
- Bronzo alla Maratona di Dublino ( Dublino) - 2h33'49"
- 16ª alla Mezza maratona di Ras al-Khaima ( Ras al-Khaima) - 1h12'22"
- Argento alla Mezza maratona di Virginia Beach ( Virginia Beach) - 1h13'45"
- 12ª alla World 10K Bangalore ( Bangalore) - 34'19"

2010
- 4ª alla Maratona di Los Angeles ( Los Angeles) - 2h29'27"
- 4ª alla Maratona di Dublino ( Dublino) - 2h29'53"
- 4ª alla Maratona di San Diego ( San Diego) - 2h32'21"

2011
- Oro alla Maratona di Amsterdam ( Amsterdam) - 2h22"08"
- Argento alla Great Ethiopian Run ( Addis Abeba) - 33'06"

2012
- Oro alla Maratona di Rotterdam ( Rotterdam) - 2h18"58"
- Bronzo alla Great North Run ( Newcastle upon Tyne) - 1h07'48"
- Oro alla Mezza maratona di Marugame ( Marugame) - 1h08'48"
- Argento alla Zevenheuvelenloop ( Nimega), 15 km - 48'09"

2013
- 16ª alla Maratona di Londra ( Londra) - 2h36'55"
- Oro alla Mezza maratona di Marugame ( Marugame) - 1h08'53"

2014
- 8ª alla Maratona di Londra ( Londra) - 2h26'58"
- Bronzo alla Great North Run ( Newcastle upon Tyne) - 1h08'45"
- Bronzo alla Great Scottish Run ( Glasgow) - 1h10'37"
- Argento alla Dam tot Damloop ( Amsterdam) - 53'47"

2015
- Bronzo alla Maratona di Tokyo ( Tokyo) - 2h24'26"
- 8ª alla Great Manchester Run ( Manchester) - 33'12"

2016
- 14ª alla Maratona di Boston ( Boston) - 2h42'38"